# Václav Klaus

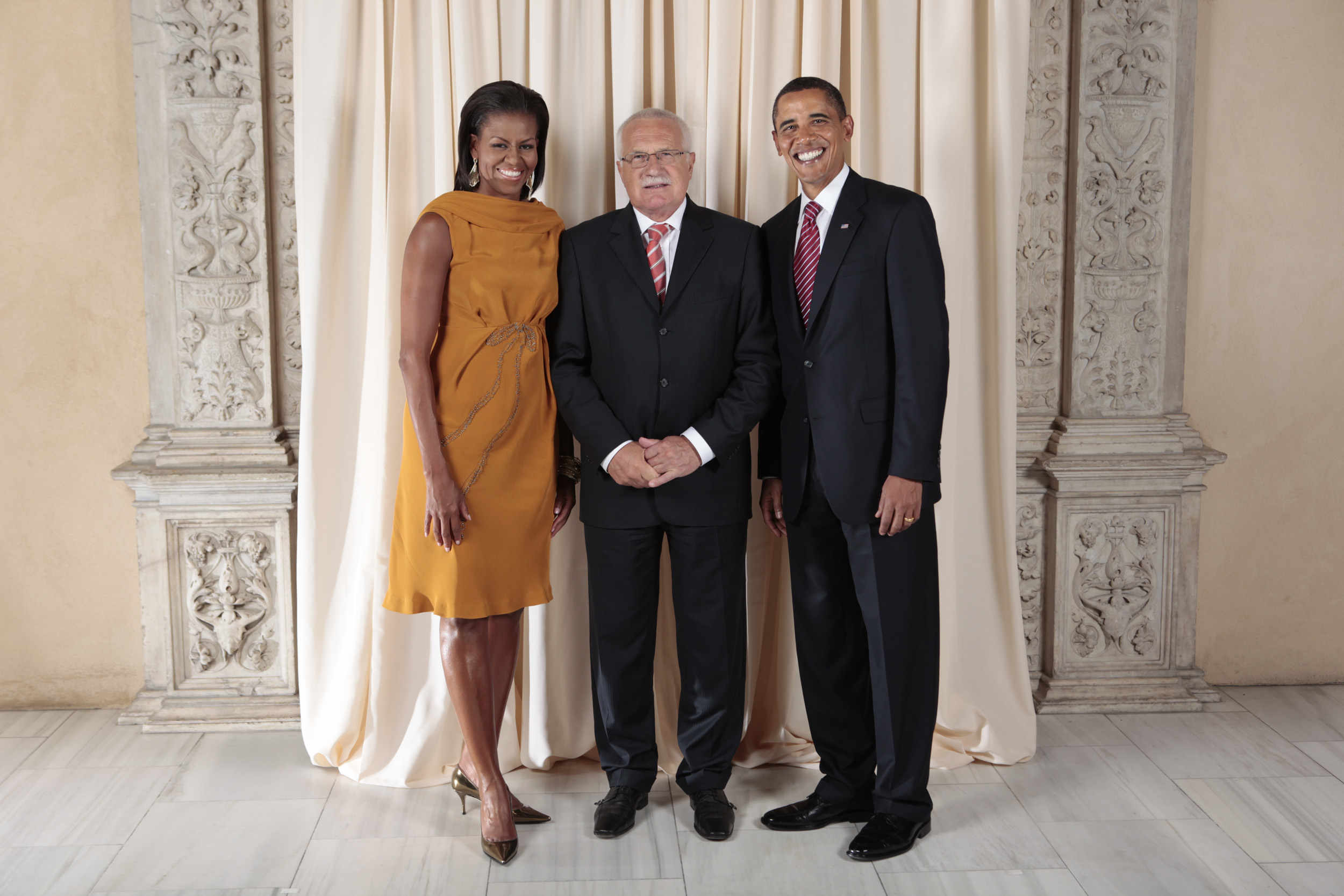
Václav Klaus, Barack Obama oraz Michelle Obama w Waszyngtonie (2009)

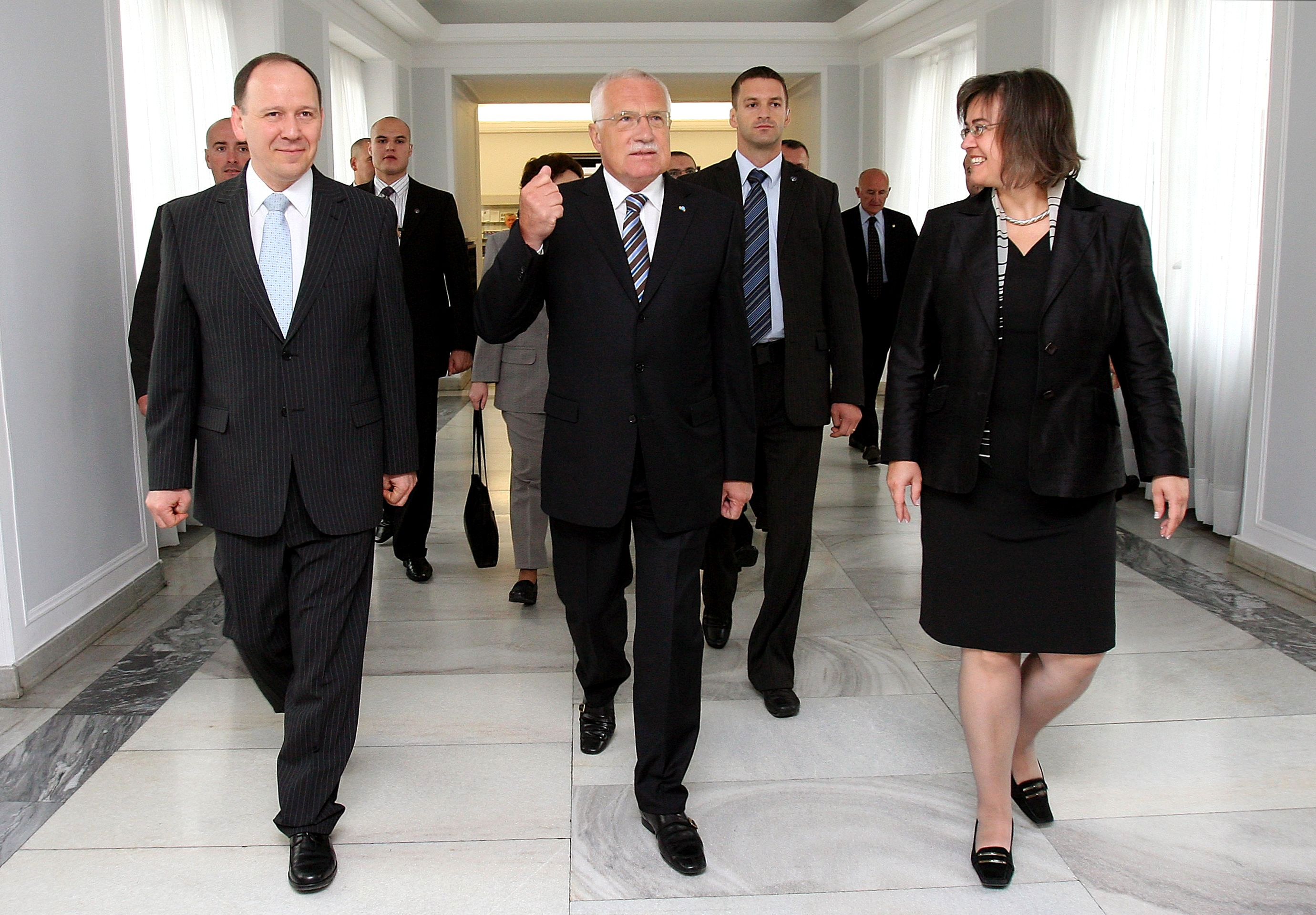
Václav Klaus podczas wizyty w Senacie (2007)

Václav Klaus (wym. [ˈvaːtslaf ˈklaus]; ur. 19 czerwca 1941 w Pradze) – czeski polityk, ekonomista i nauczyciel akademicki. Deputowany, minister i wicepremier w rządzie federacji, przewodniczący Forum Obywatelskiego (OF), założyciel i lider Obywatelskiej Partii Demokratycznej (ODS), w latach 1992–1998 premier Czech, od 1998 do 2002 przewodniczący Izby Poselskiej, w latach 2003–2013 prezydent Republiki Czeskiej.

## Życiorys

### Wykształcenie i praca zawodowa
W 1963 ukończył studia z zakresu handlu zagranicznego w Wyższej Szkole Ekonomicznej w Pradze, później studiował we Włoszech (1966) i w USA (1969). W 1968 uzyskał stopień kandydata nauk. Do 1970 był pracownikiem naukowym w instytucie ekonomicznym Czechosłowackiej Akademii Nauk. Później był zatrudniony na różnych stanowiskach w czechosłowackim banku centralnym. W 1987 przeszedł do instytutu analiz przy ČSAV.
Po przemianach ustrojowych obok działalności politycznej nadal prowadził działalność dydaktyczną. W 1991 uzyskał kolejny stopień naukowy w zakresie ekonomii na Uniwersytecie Karola w Pradze, a w 1995 objął stanowisko profesorskie na macierzystej uczelni.

### Działalność polityczna w latach 1989–2003
W okresie aksamitnej rewolucji z listopada 1989 dołączył do opozycyjnego Forum Obywatelskiego. W grudniu tego samego roku objął funkcję ministra finansów w federalnym gabinecie Mariána Čalfy. Pełnił ją do lipca 1992 (początkowo w ramach rządu Czechosłowackiej Republiki Socjalistycznej, następnie Czeskiej i Słowackiej Republiki Federacyjnej). Od października 1991 był jednocześnie wicepremierem.
W 1990 i 1992 uzyskiwał mandat do jednej z izb Zgromadzenia Federalnego. W październiku 1990, po powołaniu oficjalnego przewodniczącego OF, został wybrany na tę funkcję. Na początku 1991 ugrupowanie uległo jednak rozkładowi. W kwietniu 1991 Václav Klaus zainicjował powołanie i stanął na czele Obywatelskiej Partii Demokratycznej. Formacją tą kierował nieprzerwanie do grudnia 2002.
Wygrana ODS w wyborach w 1992 umożliwiła Václavowi Klausowi objęcie stanowisko premiera Czech, do czego doszło 2 lipca. Wcześniej już zawarł porozumienie z Vladimírem Mečiarem odnośnie do likwidacji federacji. Od 1 stycznia 1993 kontynuował pracę na stanowisku premiera, kierując pierwszym rządem niepodległych Czech. Do 2 lutego 1993, tj. do dnia zaprzysiężenia prezydenta Václava Havla, wykonywał jednocześnie obowiązki głowy państwa. Jako minister finansów i premier inicjował reformy prowadzące do przekształcenia socjalistycznej gospodarki centralnie planowej w gospodarkę rynkową; jednym z istotnych elementów tego procesu stała się tzw. prywatyzacja kuponowa. Przeprowadzone zmiany przyczyniły się do zahamowania recesji, spadku od 1992 inflacji i stopniowego wzrostu PKB.
W wyborach w 1996 uzyskał mandat deputowanego do Izby Poselskiej. Wspierająca go dotąd koalicja nie uzyskała jednak większości w tej izbie (99 na 200 mandatów). Lider ODS pozostał premierem dzięki porozumieniu zawartemu z opozycyjną Czeską Partią Socjaldemokratyczną. Pogarszająca się sytuacja gospodarcza wymusiła cięcia budżetowa. Pojawiły się też niejasności co do finansowania ODS. W listopadzie 1997, po sporach w ramach koalicji, Václav Klaus podał się do dymisji. W styczniu 1998 powstał nowy techniczny gabinet, na czele którego stanął Josef Tošovský.
W przedterminowych wyborach w tym samym roku polityk z powodzeniem ubiegał się o reelekcję. Najwięcej mandatów uzyskali wówczas socjaldemokraci Miloša Zemana, który stanął na czele mniejszościowego rządu – jego wybór umożliwiło porozumienie z ODS. Václav Klaus w jego ramach objął w lipcu 1998 funkcję przewodniczącego Izby Poselskiej, którą pełnił do końca kadencji w lipcu 2002. W wyborach w 2002 po raz trzeci zdobył mandat deputowanego. ODS ponownie przegrała wówczas z socjaldemokratami. Na jej czele stanął Mirek Topolánek, a Václav Klaus został honorowym przewodniczącym partii.

### Prezydent Czech
W 2003 kandydował w dokonywanych przez parlament wyborach prezydenckich. W głosowaniach ze stycznia nie uzyskiwał większości. W głosowaniu z 28 lutego otrzymał natomiast 142 głosy, pokonując reprezentującego socjaldemokratów Jana Sokola. Jego wybór na urząd prezydenta umożliwili wówczas dość niespodziewanie parlamentarzyści z Komunistycznej Partii Czech i Moraw. Václav Klaus stanowisko to objął 7 marca 2003. W trzecim głosowaniu podczas drugiej sesji z 15 lutego 2008 został wybrany na drugą kadencję. Otrzymał wówczas 141 głosów, pokonując kandydata Czeskiej Partii Socjaldemokratycznej Jana Švejnara. 7 marca 2013 zakończył pełnienie drugiej pięcioletniej kadencji.
Na początku marca 2013, kilka dni przed końcem drugiej kadencji, Senat wszczął procedurę impeachmentu poprzez przegłosowanie wniosku o postawienie prezydenta przed Sądem Konstytucyjnym. Za tą decyzją opowiedziało się 38 senatorów, a 30 było przeciw. Wnioskujący zarzucali prezydentowi uchybienia i naruszenia konstytucji, m.in. niezapełnienie wakatu w Sądzie Konstytucyjnym i niepodpisanie unijnego traktatu o funduszu ratunkowym dla strefy euro pomimo ratyfikacji przez parlament i przyjęcia przez rząd. Głównym punktem oskarżenia była natomiast ogłoszona w styczniu 2013 amnestia, która objęła 17 tysięcy skazanych. Opozycja zarzuciła prezydentowi przygotowanie amnestii celem wypuszczenia z więzień skorumpowanych biznesmenów, o związki z którymi go posądzano. W przypadku skazania Klaus straciłby możliwość kandydowania w wyborach i prezydencką emeryturę. Václav Klaus uważał natomiast, że amnestia, która w dużym stopniu objęła osoby podejrzane o przestępstwa gospodarcze, była uzasadniona z uwagi na to, że niepowodzenie w działalności gospodarczej nie jest tożsame ze świadomym oszustwem. Ponadto objęła ona też postępowania, które trwały dłużej niż 8 lat, co zdaniem prezydenta świadczyło o nieudolności wymiaru sprawiedliwości, która ośmieszała państwo. Pod koniec marca wniosek o wszczęcie postępowania został jednak przez Sąd Konstytucyjny niejednogłośną decyzją oddalony z uwag na koniec prezydenckiej kadencji.

## Poglądy

### Unia Europejska
Václav Klaus jest eurosceptykiem o poglądach konserwatywno-liberalnych. Nie był jednak przeciwnikiem Unii Europejskiej; twierdził, że nie ma alternatywy dla tej organizacji. Jednocześnie wskazał, iż UE powinna powrócić do swych demokratycznych korzeni, a najważniejsze decyzje (jak ratyfikacja traktatu lizbońskiego) powinny być podejmowane zgodnie z wolą większości społeczeństwa wyrażaną w referendach. Sprzeciwiał się procesowi centralizacji władzy w UE i nadmiernej ingerencji w gospodarkę. Jako najważniejsze wartości, którymi powinna kierować się Europa, określił wolność, suwerenność i demokrację. Jest zwolennikiem tzw. Europy ojczyzn. Jest przeciwnikiem przyjęcia euro przez Czechy (gdyż oznaczałaby rezygnację z niezależnej polityki monetarnej).
W lutym 2009 Václav Klaus przemawiał w Parlamencie Europejskim, gdzie wyraził swoje poparcie dla idei Unii Europejskiej. Zadał również pytanie, czy decyzyjność w Brukseli nie stała się zbyt scentralizowana, a ówczesny wygląd integracji określił jako dogmat, który nie podlega możliwościom krytyki i zmiany. Wyraził również pogląd, że instytucjonalny charakter UE nie jest celem samym w sobie, lecz są nimi wolność i dobrobyt obywateli (wyrażony poprzez wolny rynek). Wskazał na odchodzenie od demokratycznych standardów poprzez wybieranie rządzących poprzez biurokrację, a wzmocnienie centralizacji jego zdaniem niosło niebezpieczeństwo dla krajów członkowskich. Część z europosłów na znak protestu opuściła salę obrad.

### Zmiana klimatu
Publicznie negował teorię o wpływie człowieka na globalne ocieplenie. Skrytykował też Międzyrządowy Zespół ds. Zmian Klimatu jako w jego ocenie grupę upolitycznionych naukowców z jednostronnymi opiniami i zadaniami. Jest autorem wydanej w 2007 książki Modrá, nikoli zelená planeta, w której przedstawił własne poglądy na zmianę klimatu.

## Życie prywatne
Żonaty z Livią Klausovą, ma dwóch synów: Václava i Jana.

## Odznaczenia i wyróżnienia
- Order Lwa Białego I klasy z Łańcuchem – 2003–2013 (ex officio)
- Order Tomáša Garrigue Masaryka I klasy – 2003–2013 (ex officio)
- Wielka Gwiazda Odznaki Honorowej za Zasługi dla Republiki Austrii – Austria, 2009
- Łańcuch Orderu Izabeli Katolickiej – Hiszpania, 2004
- Wielki Krzyż Orderu Witolda Wielkiego – Litwa, 2009[19]
- Order Orła Białego – Polska, 2007[20]
- Medal Puszkina – Rosja, 2007[21]
- Order Podwójnego Białego Krzyża I klasy – Słowacja, 2013[22]
- Order Zasługi Wolnego Kraju Saksonii – Saksonia, 2008
- Tytuł doktora honoris causa Uniwersytetu Ekonomicznego w Bratysławie – 2004[23]
- Tytuł doktora honoris causa Universitatea Creștină „Dimitrie Cantemir” w Bukareszcie – 2008[24]

## Publikacje w języku polskim
- Czym jest europeizm?, Prohibita, Warszawa 2008, ISBN 978-83-61344-01-8.
- Błękitna planeta w zielonych okowach. Co jest zagrożone: klimat czy wolność?, Przedsiębiorstwo Wydawnicze Rzeczpospolita, Warszawa 2008, ISBN 978-83-61565-32-1.
- My, Europa i świat, Afera, Wrocław 2014, ISBN 978-83-937711-0-3.